# Білогорівка (Лиманський район)
Білогорівка — село Лиманського району Донецької області; зняте з обліку рішенням Донецької обласної ради від 24 липня 2008 року.

## Стислі відомості
Білогорівка знаходилась на лівому березі річки Жеребець. Вище по течії на відстані 1 км знаходиться село Мирне, нижче по течії за 3 км — село Іванівка, на річці було зроблено чимало загат.
1987 року в селі проживало 50 людей.
Село зняте з обліку рішенням Донецької обласної ради 2008 року.